# Physocyclus reddelli
Physocyclus reddelli är en spindelart som beskrevs av Willis J. Gertsch 1971. Physocyclus reddelli ingår i släktet Physocyclus och familjen dallerspindlar. Inga underarter finns listade i Catalogue of Life.